# Regionalwahl in Friaul-Julisch Venetien 1978
Die Regionalwahl in Friaul-Julisch Venetien 1978 fand am 25. und 26. Juni statt.

## Wahlergebnis
| Listen            | Listen                                                 | Stimmen | %    | Mandate |
| ----------------- | ------------------------------------------------------ | ------- | ---- | ------- |
|                   | Democrazia Cristiana                                   | 332.684 | 39,6 | 26      |
|                   | Partito Comunista Italiano                             | 182.845 | 21,8 | 14      |
|                   | Partito Socialista Italiano                            | 79.656  | 9,5  | 5       |
|                   | Lista per Trieste                                      | 54.682  | 6,5  | 4       |
|                   | Partito Socialista Democratico Italiano                | 41.979  | 5,0  | 3       |
|                   | Movimento Friuli                                       | 38.238  | 4,6  | 2       |
|                   | Movimento Sociale Italiano – Destra Nazionale          | 35.084  | 4,2  | 2       |
|                   | Partito Repubblicano Italiano                          | 19.716  | 2,3  | 1       |
|                   | Partito di Unità Proletaria per il Comunismo           | 11.228  | 1,3  | 1       |
|                   | Democrazia Proletaria                                  | 11.184  | 1,3  | 1       |
|                   | Partito Liberale Italiano                              | 10.575  | 1,3  | 1       |
|                   | Slovenska Skupnost                                     | 9.481   | 1,1  | 1       |
|                   | Costituente di Destra – Democrazia Nazionale           | 5.383   | 0,6  | –       |
|                   | Movimento Indipendentista Territorio Libero di Trieste | 4.048   | 0,5  | –       |
|                   | Partito Radicale                                       | 3.343   | 0,4  | –       |
| Gesamt            | Gesamt                                                 | 840.126 | 100  | 61      |
|                   |                                                        |         |      |         |
| Ungültige Stimmen | Ungültige Stimmen                                      | 35.456  | 4,0  |         |
| Wähler            | Wähler                                                 | 875.582 | 90,6 |         |
| Wahlberechtigte   | Wahlberechtigte                                        | 966.923 |      |         |